# Giovanni di Ragusa
Giovanni di Ragusa (Ivan Stojković; Ragusa, 1395 circa – Losanna, 20 ottobre 1443) è stato uno pseudocardinale croato.

## Biografia
Nacque a Ragusa attorno al 1395.
L'antipapa Felice V lo elevò al rango di cardinale nel concistoro del 2 ottobre 1440.
Morì il 20 ottobre 1443, all'età di circa 48 anni.